# Большепесчанское сельское поселение
Большепесчанское се́льское поселе́ние — муниципальное образование в Называевском районе Омской области Российской Федерации.
Административный центр — село Большепесчанка.

## История
Статус и границы сельского поселения установлены Законом Омской области от 30 июля 2004 года № 548-ОЗ «О границах и статусе муниципальных образований Омской области».

## Население
| 2010 | 2011 | 2012 | 2013 | 2014 | 2015 | 2016 |
| ---- | ---- | ---- | ---- | ---- | ---- | ---- |
| 992  | ↘989 | ↘919 | ↘876 | ↘828 | ↘801 | ↘773 |
| 2017 | 2018 | 2019 | 2020 | 2021 | 2023 |      |
| ↘755 | ↘735 | ↘712 | ↘703 | ↘646 | ↘605 |      |

## Состав сельского поселения
| № | Населённый пункт | Тип населённого пункта       | Население |
| - | ---------------- | ---------------------------- | --------- |
| 1 | Большепесчанка   | село, административный центр | ↘780      |
| 2 | Елизаветинка     | деревня                      | ↘39       |
| 3 | Калмацкое        | деревня                      | ↘98       |
| 4 | Осиново          | деревня                      | ↘37       |
| 5 | Соколовка        | деревня                      | ↘38       |